# Desmosoma hesslera
Desmosoma hesslera är en kräftdjursart som beskrevs av Brandt 1992. Desmosoma hesslera ingår i släktet Desmosoma och familjen Desmosomatidae. Inga underarter finns listade i Catalogue of Life.